# Валя-Пержей (Тараклийский район)
Валя-Пержей (рум. Valea-Perjei) — село в Тараклийском районе Молдавии. Относится к сёлам, не образующим коммуну.

## Название
Название села переводится с молдавского языка как «долина слив». В селе проживают молдаване и болгары.

## История
Территория, расположенная между реками Днестр и Прут, долгое время была мало населена. Её заселение началось во второй половине XVIII века. В результате на этой плодородной земле образовались множество новых сел — болгарских, молдавских, гагаузских, украинских и др.
Село Валя-Пержей было заселено с различных этнографических регионов современной Болгарии в разные годы. Это и подтверждает следствие различных диалектов и видов одежды.
Из поколения в поколение передавалось, что мы есть «авлалийцы» («каурланцы») или более вероятно «торланцы». Как когда-то в своей прародине, так и на новом месте, болгары продолжали делиться на: паланковци, кордонци, жабешници, горненци, геренци. И селам, в которые они переселялись, давали те же имена.
Первые переселенцы были различных национальностей. Они строили свои дома в основном вблизи родников. Занимались вязанием различных видов изделий, пряли шерсть, ткали, собственноручно изготавливали одежду и обувь.
После долгих споров и перипетий 12 мая 1816 года дается разрешение переселенцам законно заселяться на государственных землях в селе Валя-Пержей. Болгары, жившие в селах Хотърничански цинут, Чадър — Минжир и Орак, переселяются в село Валя-Пержей.
Село Валя-Пержей и до сегодняшнего дня граничит с землями села Твърдица, Беж-Гиоз, Чадыр — Лунга, Димитровка, Гюлмян (Яровое), Къргъс (1-й Ярославец), Исерлия (Вольное), бывший Акерманский цинут, с немецкой колонией Малый Ярославец.
В начале в селе насчитывалось около 400 дворов, которые были разбросаны по склонам и в долине. В статистических отчетах даются сведения о том, что ещё в самом начале была построена деревянная церковь, при которой служил священник, и также имелось кладбище. Со вступлением в Русскую Империю, жители начинают заниматься разведением крупного рогатого скота.
По другим данным с 1817 года в селе Валя-Пержей насчитывается 60 дворов, 3 ветряные мельницы, 8 колодцев с питьевой водой, также отмечается, что переселенцы сажают виноград и плодовые деревья. Насчитывают около 174 лошадей, 448 голов КРС, 648 овец. Земельные ресурсы: около 7793 га, которые обрабатываются не только деревянным, но и железным плугом. Эти данные доказывают, что первые переселенцы были трудолюбивы, и земледелие было одним из основных их видов деятельности.
В 1828—1829 гг. село значительно увеличивается, когда между Турцией и Россией снова разгорается война. Только в течение 1830 года 66472 болгара получают «белые билеты», предоставляющие им право официально переселяться в Россию. Из Болгарии уезжают караваном целые семьи. Их сопровождают специальные группы казаков, которые охраняют переселенцев и оказывают им всяческую помощь. В течение этих лет в Бессарабию и Валахию официально переселяются 20288 человек. В это же время, болгарский доктор наук Семен Табаков пишет в "Опит за история на град Сливен ": в Болгарии и особенно, в городе Сливен опустели целые улицы, а также маленькие и большие села. Кроме Сливена пустеют города Ямбол, Котел, Нова Загора, Бургас, Карнобат и т. д.
Указ Сената от 19 декабря 1819 года с подписью Министра Внутренних Дел сыграл решающую роль. Переселенцам предоставляют право получить землю, освободиться на несколько лет от различных налогов. На генерала-лейтенанта Ивана Никитича Инзова возложена задача: регулярно собирать точные и полные сведения о переселенцах и докладывать о них царю.
В 1830-35 гг. более очевидным становится разделение села на 2 части: молдавская и болгарская. Село расширяется очень медленно. В первой половине XIX века оно представляло очень жалкую картину. Но Валя-Пержей активно начинает выходить из своей закрытости. Все больше людей заселяют этот край. Они отдают ему все своё умение и любовь. Все больше появляются новые виды овощных, фруктовых культур, а также плодовых деревьев.
Из отчета 1840 года: в селе Валя-Пержей насчитываются 100 хозяйств, обрабатывающие свои земли около домов и выращивающие различные овощи и фрукты. Первые переселенцы также заложили начало виноградарству. Они выращивали виноград не только для собственного употребления, но и для торговли. Большую роль в этом сыграл указ Сената, говоривший о не наложений налога на продаваемый виноград и вино. Этот указ действовал только на виноград и вино, возделанные в домашних условиях жителями и продаваемый ими. Это и дало толчок к массовому возведению винограда. И в 1830-68 гг. Буджакская степь превратилась в большую плантацию.
В 1851 году в Бессарабии проводят перепись. В селе Валя — Пержей обрабатываемая площадь составляет 3617 га., пашня — 1035 га., леса — 88 га., вспаханная земля — 1590 га., овраги — 83 га.. В селе уже насчитывают 687 мужчин и 623 женщины — 1310 работоспособных человек (без детей). Жители имеют 103 плуга, 262 повозки. Каждое хозяйство сеет все: от моркови до подсолнечника. В этом же году произведена перепись жилого фонда: три каменных дома, один дом из красного кирпича, 98 — из глины, 17 деревянных и т. д. В 100 плодовых садах насчитывают 12990 плодовых деревьев и только 26 из них в этот год не дали урожай; 5381 виноградников дали 2900 литров вина. Также насчитывалось 350 лошадей, 798 коров, 590 гол КРС и 7200 овец.
В 1861 году известность Валя — Пержского базара который проводится каждый понедельник, растет. Интересен и тот факт, что на базаре кроме фруктов и овощей, кожаных изделий, зерновых культур и вина свободно торговали и огнестрельным оружием. Это считалось нормальным и было даже необходимым для каждой семьи. Все церковные и другие книги единодушно отмечают, что в Бессарабию переселяются исключительно православные. И в селе Валя — Пержей нет других, хотя, что часто на базаре можно было услышать гагаузскую речь. И до сегодняшнего дня в гагаузских селах сохранилась поговорка: «Дилимизи денеджийръс, динимизи денъмейдкийръс»: «язык меняю /отдаю/, но веру не даю». В этой поговорке звучит мука многих поколений болгар, которые несли в себе страх не стать турком до конца, то есть не быть принужденными принять и веру поработителя. О болгарском происхождении гагаузов писал и известный священник и просветитель Дмитрий Чакир, чей памятник и сегодня стоит в центре города Чадыр — Лунга. Он дает подробное описание своим предкам, которые были болгарами, но были принужденны принять язык поработителя. Гагаузы и Болгары бежали от турок вместе в Бессарабию, вместе делили тяготы в дороге, осваивали этот край, молились одному и тому же Господу, так как у них один общий болгарский корень.

## Значимые события
- 1816 год — первые свидетельства образования села Валя-Пержей.
- 1819 год — в селе открывается первая деревянная Церковь.
- 1830 год — Бессарабия встречает большое число переселенцев из Болгарии. В село Валя-Пержей переселяются около тысячи болгар из Сливенской области.
- 1832 год, 13 мая. — открывается первое почтовое отделение в селе Валя-Пержей.
- 1841 год, сентябрь. — открывается первая Школа.
- 1875 год, 10 октября — начинается строительство каменной Церкви в селе. Главный строитель — губернский архитектор Песке.
- 1876 год, апрель — село Валя-Пержей посетил Кишиневский Епископ Павел.
- 1881 год — в селе были построены 17 ветряных мельниц.
- 1890 год — в село приходит очень ранняя зима. 10 октября выпадает снег высотой до одного метра, вследствие стихийной погоды погибает весь урожай и влечет за собой голод.
- 1905 год — открывается сельская Школа в молдавской части.
- 1906 год — в селе Валя-Пержей открывается первая общественная Библиотека. Она насчитывает 872 томов с 287 названиями.
- 1913 год — в селе открывается Общество пчеловодов. Главным пчеловодом становится Михов Г. С.
- 1938 год — вследствие обильного дождя образуется большой поток воды, который сносит несколько цыганских шатров; погибает много пожилых людей и детей.
- 1945 год — создается первая комсомольская организация и в её ряды вступают 24 человека.
- 1945—1947 год — в село приходит голод. Погибают 495 человека.
- 1952 год — объединение колхозов. Председателем объединённых колхозов становится Попов Алексей Афанасьевич.
- 1955 год — танцевальный коллектив художественной самодеятельности села Валя-Пержей занимает третье место в Республиканском конкурсе среди художественных коллективов.
- 1955 год — в селе впервые загораются электрические лампочки. Дизельная электростанция обслуживается Стоевым Федором Яковлевичем и Коевым Иваном Васильевичем.
- 1956 год — в селе Валя-Пержей открывается больница. Главным сельским врачом назначается Попа Владимир Николаевич.
- 1959 год — село Валя-Пержей полностью электрифицировано.
- 1959 год — закрытие Церкви. Проповедование запрещено. Священник покидает село.
- 1959 год, 16 августа — частичное открытие здания Средней Школы. Новая Школа строится исключительно на колхозные средства — это первый случай в Республике. Эта весть становится центральной новостью не только для Молдавии.
- 1962 год — открытие сельского Дома Культуры.
- 1964 год — начинается строительство птицефабрики.
- 1965 год — в первый раз отправляется Делегация в Болгарию, которую возглавляет председатель райисполкома Рыбоков В. И. Из села в Делегацию вошли: Стоев А. Г., Куртев Г. З., Димов Д. М., Папурова Е. А., Кунчев А. М.
- 1966 год — начинается строительство комплекса для Крупного Рогатого Скота (КРС).
- 1966 год — впервые в село Валя-Пержей приезжает Делегация из Болгарии, во главе которой Генчов Ст. София. Делегация из села Ракита, Старо-Загорский округ.
- 1967 год — закончено строительство птицефабрики. Открытие предприятия 14. февраля 1967.
- 1970 год — открытие комплекса для Крупного Рогатого Скота (КРС).
- 1974 год — открытие нового здания Средней Школы, вместимостью 964 учеников.
- 1977 год — в Валя-Пержей впервые заливают асфальтом центральные улицы.
- 1987 год — в молдавской части села открывается новая Школа на 182 места.
- 1990 год — в село Валя-Пержей приезжает священник Ковальчук Иван Иванович и под его руководством реставрируется Церковь и возобновляется церковная служба.
- 1991 год — начинается строительство церкви Евангельских Христиан Баптистов. Пастором церкви избирается Вылков Высилий Иванович.
- 1996 год — село Валя-Пержей празднует юбилей 180-летнего совместного проживания болгар и молдаван. В этот день село посещают гости из Болгарии, Румынии и Украины. На праздновании Храма села приезжает Митрополит Кишинева и всей Молдавии — Владимир.
- 1997 год, ноябрь — идет полная газификация села.
- 1997 год — в селе создан молодёжный клуб (М-Клуб). Молодёжная организация социальной помощи. Клуб получает благословение от сельского священника — отца Ивана.
- 1998 год, ноябрь — выходит из печати первая книга «История села Валя-Пержей», авторы которой являются Малешкова А., Димов Д., Куртев Н. Издательство «Родно слово», 10 печ. к. Печат — Концерн «Пресса», 1998 г., г. Кишинев.

## Климат
Республика Молдова находится в зоне с умеренно континентальным климатом. Чётко прослеживаются все четыре времени года, при этом зима достаточно мягкая, а лето долгое и солнечное. Движение воздушных масс в атмосфере чаще всего происходит с северо- или юго-запада, с Атлантического океана. Разница между средней температурой воздуха на севере и юге страны варьирует от +7.5°С до +10°С, а почвы — +10°С…+12°С. Количество солнечных часов в Молдове составляют около 2060—2360 в год. Уровень осадков варьирует между 370—560 мм/год, из них в среднем 10 % выпадают в виде снега, который тает по несколько раз за зиму.
Зимы в Молдове мягкие, средняя температура в январе составляет примерно −3°С…-5°С, иногда на несколько дней опускается до −12°С…-15°С, а в случае проникновения в данную зону воздушных арктических масс и до −21°С.
Весна — достаточно нестабильное время года, когда увеличивается количество солнечных дней и средняя температура воздуха постепенно возрастает. Средняя температура воздуха в мае составляет около +15°С и уменьшается опасность поздних заморозков.
Лето в Молдове очень тёплое и долгое, не редкость здесь длительные периоды засухи. Средняя температура воздуха в июле составляет +19.5°…+22°С, но иногда достигает отметки +35°…+40°С. Летом преобладают ливневые кратковременные дожди, которые иногда вызывают локальные наводнения.
Осень тоже долгое и тёплое время года. В ноябре средняя температура воздуха опускается до +5°…+3°С и начинаются первые заморозки.

## Географическое расположение
Село расположено в юго-восточной части Республики Молдова. На севере село граничит с селом Твардица, на Юге и Востоке с Украиной, а на Западе с городом Чадыр-Лунга. Площадь села составляет 8625,20 га. Территория села простирается с севера на юг на 3690 м, с запада на восток на 1620 м. Поверхность села представляет собой холмистую равнину. Средняя высота над уровнем моря 79,4 м. Протекает река Валепержа.

## Экономика
Основной экономикой села является аграрный сектор, производственный кооператив. В сельском хозяйстве занята основная часть населения.

## Инфраструктура
В селе 2 школы: молдавская неполная средняя школа и русский теоретический лицей, в котором учатся болгары.

## Население
Статистические показатели села:
| Год  | Население | Вступили в брак | Рождаемость | Кол-во усопших |
| ---- | --------- | --------------- | ----------- | -------------- |
| 1883 |           |                 |             |                |
| 1887 |           |                 |             |                |
| 1889 |           | 35              | 89          | 58             |
| 1990 |           | 56              | 95          | 57             |
| 1991 |           | 22              | 94          | 50             |
| 1992 |           | 40              | 74          | 56             |
| 1993 |           | 40              | 89          | 57             |
| 1994 |           | 44              | 67          | 64             |
| 1995 |           | 35              | 83          | 76             |
| 1996 |           | 24              | 52          | 89             |
| 1997 |           | 33              | 78          | 85             |
| 1998 | 5563      | 36              | 62          | 62             |
| 1999 | 5545      | 36              | 49          | 62             |
| 2000 | 5525      | 31              | 59          | 76             |
| 2001 | 5482      | 21              | 59          | 70             |
| 2002 | 5443      | 33              | 44          | 82             |
| 2003 | 5437      | 34              | 48          | 87             |
| 2004 |           | 27              | 41          | 66             |
| 2005 | 5218      | 24              | 53          | 69             |
| 2006 | 4981      | 24              | 35          | 88             |
| 2007 | 4961      | 23              | 42          | 82             |
| 2008 | 4931      | 24              | 32          | 69             |
| 2009 |           | 27              | 46          | 86             |
| 2010 | 4700      |                 |             |                |
| 2011 |           |                 |             |                |
| 2012 |           |                 |             |                |

Возрастная структура населения
1. 0—18 лет — 23,91 %
2. 19—64 лет — 50,29 %
3. старше 65 лет — 25,80 %

Прирост населения
1. — % в 2010 году.
2. Рождаемость — 0,0 на 100 населения;
3. Смертность — 0,0 на 100 населения;
4. 0,0 ребёнка на 1 женщину.

Продолжительность жизни
1. Общая — 72,83 лет
2. Мужчины — 69,22 лет
3. Женщины — 76,66 лет

Национальный состав населения
1. Болгары — 78,90 %;
2. Молдаване — 18,44 %;
3. Украинцы — 0,66 %;
4. Русские — 0,62 %;
5. Гагаузы — 0,97 %;
6. Цыгане — 0,16 %;
7. Армяне — 0,05 %;
8. Чуваши — 0,01 %;